# Walter Mignolo
Walter Mignolo (Corral de Bustos, 1 de maig de 1941) és un semiòleg argentí i professor de literatura a la Universitat Duke. És conegut per ser una de les figures centrals del pensament decolonial llatinoamericà i com a membre fundador del Grup modernitat/colonialitat.

## Trajectòria
El 1964 es va llicenciar en Filosofia a la Universitat Nacional de Còrdova i després va guanyar una beca per viatjar a l'Estat francès i estudiar semiòtica, on va ser alumne de Roland Barthes i Gérard Genette. Allí es va doctorar el 1974 a l'Escola dels Annales.
Inicialment es va interessar per la filosofia del llenguatge i la semiòtica i va realitzar algunes aportacions a la comprensió de textos colonials de segle xvi. Va arribar als Estats Units d'Amèrica el 1973, primer com a professor de la Universitat d'Indiana Bloomington i després de la Universitat de Michigan. Dels estudis colonials va passar a interessar-se per les teories postcolonials, que estaven molt en voga als EUA durant la dècada del 1990.
El 1995, publicà el llibre The Darker Side of the Renaissance, que el va donar a conèixer mundialment en el camp dels estudis postcolonials i subalterns per les seves constants referències a l'obra de filòsofs com Edmundo O'Gorman, Rodolfo Kusch, Leopoldo Zea i Enrique Dussel. En aquest llibre, Mignolo sosté la tesi que el renaixement europeu dels segles XV i XVI va tenir «una altra cara» oblidada i invisibilitzada: la colonització de les Amèriques. Aquesta es convertiria en una de les tesis centrals del Grup modernitat/colonialitat. El grup estava conformat per figures de la intel·lectualitat acadèmica llatinoamericana com Aníbal Quijano, Enrique Dussel, Arturo Escobar, Santiago Castro-Gómez, Edgardo Lander i altres. Els seus escrits van nodrir bona part de la feina col·lectiva del grup.
Entre les seves aportacions més importants destaca la producció de categories d'anàlisi com «diferència colonial», «pensament fronterer», «colonialitat de l'ésser» i la idea d'«hemisferi occidental / l'atlàntic nord». Des de 1993 treballa a la Universitat Duke, on actualment és director de l'Institut Franklin per a estudis Interdisciplinaris i Internacionals.

## Obra publicada
- 1995: The Darker Side of the Renaissance: Literacy, Territoriality, Colonization. Obra guanyadora del Katherine Singer Kovacs prize de la Modern Languages Association.
- 1999: Local Histories/Global Designs: Coloniality. Subaltern Knowledges and Border Thinking.
- 2005: La Idea de Latinoamerica. Obra guanyadora del Premi Frantz Fanon per l'Excel·lent Contribució al Pensament Caribeny, atorgat por l'Associació Caribenya de Filosofia.
- 2006: Interculturality, Descolonization of The State and Knowledge amb Catherine Walsh i Álvaro García Linera.
- 2007: Geopolíticas de la Animación, Marco, Centro Andalúz de Arte Contemporáneo.
- 2008: Rereading the Black Legend: The Discourses of Religious and Racial Difference in the Renaissance Empires. Margaret R. Greer, Maureen Quilligan i Walter Mignolo, Eds.
- 2011: The Darker Side of Western Modernity: Global Futures, Decolonial Options (Latin America Otherwise). Duke University Press.
- 2018: On Decoloniality: Concept, Analytics, Praxis co-authored amb Catherine Walsh. Duke University Press